# Lista de canções gravadas por Exo

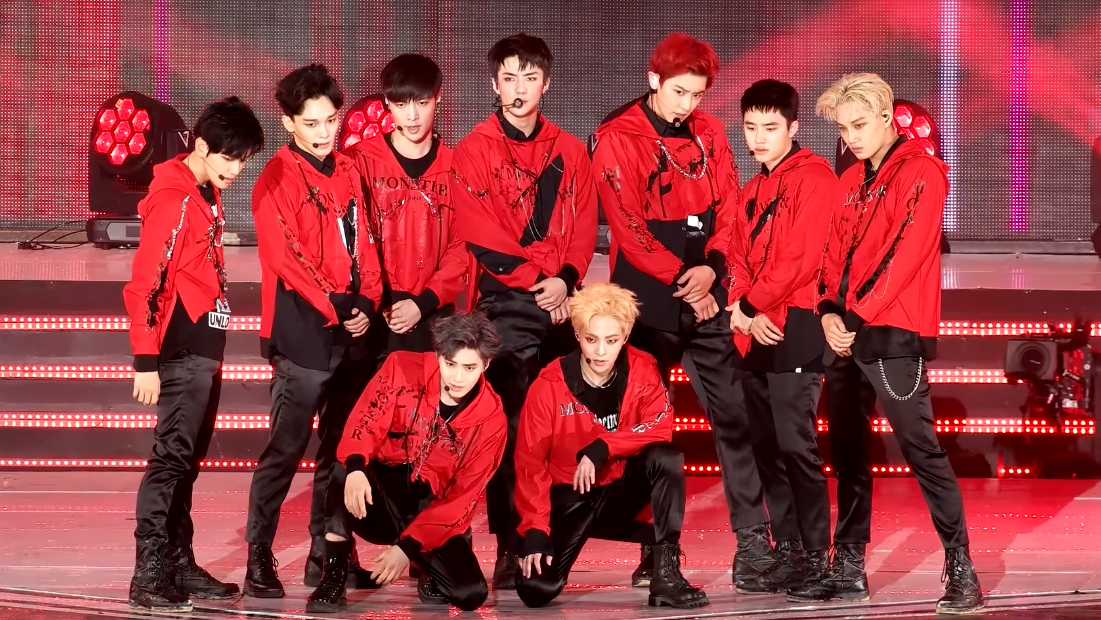
Exo performando o single "Monster" em junho de 2016

Esta é a lista de canções interpretadas pelo grupo sino-coreano Exo, formado em 2011 pela empresa e gravadora S.M. Entertainment, consistindo em material que foi lançado em formato físico ou digital. Inicialmente dividido nos subgrupos Exo-K e Exo-M, promovia-se respectivamente na Coreia do Sul e na China. Com exceção da faixa colaborativa "Dancing King", do álbum ao vivo Exology Chapter 1: The Lost Planet e dos lançamentos em língua japonesa, todas as demais faixas do grupo foram lançadas em, no mínimo, duas versões linguísticas diferentes, estas sendo coreana e mandarim.
Sua discografia consiste em quatro álbuns de estúdio, contando com oitenta e três faixas totais. Ele alcançou seu primeiro grande êxito com o lançamento do hit single "Growl", contido na reedição de XOXO (2013), vendendo mais de dois milhões de cópias do mesmo apenas na Coreia do Sul. EXO consolidou ainda mais sua popularidade no cenário musical sul-coreano com singles como "Overdose" (2014) e "Call Me Baby" (2015), ambos totalizando mais de um milhão de cópias vendidas no país.

## Canções
| † | O símbolo e a cor indicam que a canção foi lançada como um single. |

## 0–9
| Canção  | Compositor(es)                                                       | Letrista(s)   | Álbum                  | Ano  | Versões    | Ref   |
| ------- | -------------------------------------------------------------------- | ------------- | ---------------------- | ---- | ---------- | ----- |
| "3.6.5" | Didrik Thott, Christian Fast, Henrik Nordenback, Hayden Bell         | Cho Yun-kyung | XOXO                   | 2013 | [ nota 1 ] | [ 4 ] |
| "24/7"  | Aaron Berton, Andrew Hey, Harvey Mason Jr., The Wavys, The Wildcardz | Kenzie        | Don't Mess Up My Tempo | 2018 | [ nota 2 ] | [ 5 ] |

## A
| Canção            | Compositor(es)                                           | Letrista(s)            | Álbum  | Ano  | Versões    | Ref   |
| ----------------- | -------------------------------------------------------- | ---------------------- | ------ | ---- | ---------- | ----- |
| "Angel"           | Hyuk Shin, DK, Sasha Hamilton                            | Ryu Yu-an              | Mama   | 2012 | [ nota 1 ] | [ 6 ] |
| "Artificial Love" | Timothy "Bos" Bullock, Adrian Mckinnon, Tay Jasper, MZMC | JQ, Seo-lim, Ji Ye-won | Ex'Act | 2016 | [ nota 3 ] | [ 7 ] |

## B
| Canção           | Compositor(es)                                                                       | Letrista(s)   | Álbum                       | Ano  | Versões    | Ref    |
| ---------------- | ------------------------------------------------------------------------------------ | ------------- | --------------------------- | ---- | ---------- | ------ |
| "Baby"           | Kim Jung-bae, Kenzie                                                                 | Kenzie        | XOXO                        | 2013 | [ nota 1 ] | [ 8 ]  |
| "Baby Don't Cry" | Kim Tae-sung, Lim Kwang-wook, Andrew Choi, Kalle Engstrom                            | Cho Yun-kyung | XOXO                        | 2013 | [ nota 1 ] | [ 9 ]  |
| "Bad Dream"      | Bianca Atterberry, Deez, Mike Daley, Mitchell Owens                                  | Seo Ji-eum    | Don't Mess Up My Tempo      | 2018 | [ nota 2 ] | [ 10 ] |
| "Beautiful"      | Teddy Riley, DOM, Richard Garcia, Dantae Johnson, Labyron Walton                     | Lee Chae-yoon | Exodus                      | 2015 | [ nota 1 ] | [ 11 ] |
| "Black Pearl"    | DK, 2xxx!, JJ Evans, Hyuk Shin, Deanfluenza, Jasmine Kearse, Brittani Marthena White | Seo Ji-eum    | XOXO                        | 2013 | [ nota 1 ] | [ 12 ] |
| "Boomerang"      | Daniel "Obi" Klein, Thomas Sardorff, Ilang Lumholt                                   | Cho Yun-kyung | The War: The Power of Music | 2017 | [ nota 3 ] | [ 13 ] |

## C
| Canção                | Compositor(es)                                                                               | Letrista(s)                               | Álbum                | Ano  | Versões    | Ref    |
| --------------------- | -------------------------------------------------------------------------------------------- | ----------------------------------------- | -------------------- | ---- | ---------- | ------ |
| "Call Me Baby" †      | Teddy Riley, DOM, Lee Hyun-seung, J.SOL, Dantae Johnson                                      | Jo Yoon-kyung, January 8th, Kim Dong-hyun | Exodus               | 2015 | [ nota 3 ] | [ 14 ] |
| "Can't Bring Me Down" | Droyd, Adrian Mckinnon, Tay Jasper, Kameron "Grae" Alexander, Otha "Vakseen" Davis III, MZMC | Kim Young-hu                              | Lotto                | 2016 | [ nota 3 ] | [ 15 ] |
| "Christmas Day"       | Gabriela Soza, Samantha Powell, Philip Hochstrate                                            | Misfit                                    | Miracles in December | 2014 | [ nota 1 ] | [ 16 ] |
| "Cloud 9"             | Dem Jointz, Ericka Coulter, Deez, Ryan S. Jhun                                               | Misfit                                    | Ex'Act               | 2016 | [ nota 3 ] | [ 17 ] |
| "Coming Over" †       | Andreas Öberg, Darren Smith, Drew Ryan Scott, Sean Alexander                                 | Amon Hayashi                              | Coming Over          | 2016 | [ nota 4 ] |        |

## D
| Canção                                 | Compositor(es)                                                                                  | Letrista(s)                             | Álbum                               | Ano  | Versões    | Ref    |
| -------------------------------------- | ----------------------------------------------------------------------------------------------- | --------------------------------------- | ----------------------------------- | ---- | ---------- | ------ |
| "Dancing King" (com Yoo Jae-suk) †     | Peter Tambakis, Sermstyle, Phil Cook, MZMC, Otha "Vakseen" Davis III                            | JQ, Jang Yeo-jin                        | Lançamento sem álbum                | 2016 | [ nota 2 ] | [ 18 ] |
| "Damage"                               | Adrian McKinnon, Deez, LDN Noise                                                                | Shin Jin-hye                            | Don't Mess Up My Tempo              | 2018 | [ nota 2 ] | [ 19 ] |
| "December, 2014 (The Winter's Tale)" † | Adrian Mckinnon, Mark A. Jackson                                                                | January 8th                             | Exology Chapter 1: The Lost Planet  | 2014 | [ nota 2 ] | [ 20 ] |
| "Diamond"                              | Harvey Mason Jr., Michael "R!ot" Wyckoff, Britt Burton, Patrick "J. Que" Smith, Dewain Whitmore | Jo Yoon-kyung                           | The War                             | 2017 | [ nota 3 ] | [ 21 ] |
| "Don't Go"                             | DK, Hyuk Shin, John Major, Jordan Kyle, Jeffrey Patrick Lewis                                   | Seo Ji-eum                              | XOXO                                | 2013 | [ nota 1 ] | [ 22 ] |
| "Drop That"                            | Denzil "DR" Remedios, Nermin Harambasic                                                         | Oh Yoo-won, Kim Dong-hyun, Sara Sakurai | Love Me Right ～romantic universe～ | 2015 | [ nota 4 ] |        |

## E
| Canção      | Compositor(es)                               | Letrista(s)             | Álbum  | Ano  | Versões    | Ref    |
| ----------- | -------------------------------------------- | ----------------------- | ------ | ---- | ---------- | ------ |
| "El Dorado" | Lim Kwang-wook, Mage, Chase                  | Seo Ji-eum, Lee Yoo-jin | Exodus | 2015 | [ nota 1 ] | [ 23 ] |
| "Exodus"    | Albi Albertsson, Yuka Otsuki, Fabian Strangl | Jo Yoon-kyung           | Exodus | 2015 | [ nota 1 ] | [ 24 ] |

## F
| Canção            | Compositor(es)                                                                                                 | Letrista(s) | Álbum         | Ano  | Versões    | Ref    |
| ----------------- | --- | ----------- | ------------- | ---- | ---------- | ------ |
| "Falling For You" | Andreas Stone Johansson, Matthew Tishler, Aaron Benward, Dominique Rodriguez                                   | Kenzie      | For Life      | 2016 | [ nota 3 ] | [ 25 ] |
| "First Love"      | Cedric "Dabenchwarma" Smith, Keynon Moore, Henry Hill, Ahmad Russell, Catherine Ahn, Danny Jones, Zev Perilman | Iseuran     | Love Me Right | 2015 | [ nota 1 ] | [ 26 ] |
| "For Life" †      | Kenzie, Matthew Tishler, Aaron Benward                                                                         | Kenzie      | For Life      | 2016 | [ nota 3 ] | [ 27 ] |
| "Forever"         | Kenzie, LDN Noise, Adrian Mckinnon                                                                             | Kenzie      | The War       | 2017 | [ nota 3 ] | [ 28 ] |

## G
| Canção          | Compositor(es)                                                                                      | Letrista(s)                   | Álbum                  | Ano  | Versões    | Ref    |
| --------------- | --------------------------------------------------------------------------------------------------- | ----------------------------- | ---------------------- | ---- | ---------- | ------ |
| "Girl x Friend" | LDN Noise, Adrian Mckinnon, Tay Jasper Shaun                                                        | Je Yi-kyu, Ji Seo-lim, Ye-won | Sing for You           | 2015 | [ nota 3 ] | [ 29 ] |
| "Going Crazy"   | Shim Jae-won, Shaun, Wilbart "Vedo" McCoy III, Paul "Marz" Thompson, MZMC, Otha "Vakseen" Davis III | JQ, Seo-lim                   | The War                | 2017 | [ nota 3 ] | [ 30 ] |
| "Gravity"       | Adrian McKinnon, Deez, LDN Noise                                                                    | Chanyeol, Jeon Gan-di         | Don't Mess Up My Tempo | 2018 | [ nota 2 ] | [ 31 ] |
| "Growl" †       | Hyuk Shin, DK, Jordan Kyle, John Major, Jarah Gibson                                                | Seo Ji-eum                    | Growl                  | 2013 | [ nota 5 ] | [ 32 ] |

## H
| Canção         | Compositor(es)                                        | Letrista(s)                                           | Álbum  | Ano  | Versões    | Ref    |
| -------------- | ----------------------------------------------------- | ----------------------------------------------------- | ------ | ---- | ---------- | ------ |
| "Heart Attack" | Goodwill, MGI                                         | Misfit                                                | XOXO   | 2013 | [ nota 1 ] | [ 33 ] |
| "Heaven"       | The Stereotypes, Clarence Coffee Jr., Kim Tae-seong   | Min Yeon-jae, Park Chan-yeol                          | Ex'Act | 2016 | [ nota 3 ] | [ 34 ] |
| "History" †    | Thomas Troelsen, Yoo Young-jin, Mikkel Remee Sigvardt | Thomas Troelsen, Yoo Young-jin, Mikkel Remee Sigvardt | Mama   | 2012 | [ nota 1 ] | [ 35 ] |
| '"Hurt"        | Albi Albertsson                                       | Seo-jung                                              | Exodus | 2016 | [ nota 1 ] | [ 36 ] |

## K
| Canção        | Compositor(es)                                 | Letrista(s)                               | Álbum   | Ano  | Versões    | Ref    |
| ------------- | ---------------------------------------------- | ----------------------------------------- | ------- | ---- | ---------- | ------ |
| "Ko Ko Bop" † | Kaelyn Behr, Tay Jasper, Shaylen Carroll, MZMC | Chanyeol, Chen, Baekhyun, JQ, Hyun Ji-won | The War | 2017 | [ nota 3 ] | [ 37 ] |

## L
| Canção                                  | Compositor(es)                                                                                                  | Letrista(s)                               | Álbum                               | Ano  | Versões    | Ref    |
| --------------------------------------- | --- | ----------------------------------------- | ----------------------------------- | ---- | ---------- | ------ |
| "Lady Luck"                             | Command Freaks, Andreas Stone Johansson                                                                         | Cho Yun-kyung                             | Exodus                              | 2015 | [ nota 1 ] | [ 38 ] |
| "Let Out the Beast"                     | Jay J. Kim, Robert Peters, Spencer Yaras, Taeko Carroll, Charles Wiggins, Chris Lightbody, Robert Steinmille    | Lee Hyun-kyu                              | XOXO                                | 2012 | [ nota 1 ] | [ 39 ] |
| "Lightsaber" †                          | LDN Noise, Adrian Mckinnon                                                                                      | Park Chan-yeol, MQ, Jam Factory           | Sing for You                        | 2015 | [ nota 6 ] | [ 40 ] |
| "Lotto" †                               | LDN Noise, Adrian Mckinnon, Rodnae "Chikk" Bell                                                                 | Jam Factory, Cho Yun-kyung, JQ, Seo-lim   | Lotto                               | 2016 | [ nota 3 ] | [ 41 ] |
| "Love, Love, Love"                      | Deez, Daniel Obi Klein, Jimmy Burney                                                                            | Seo Ji-eum                                | Overdose                            | 2014 | [ nota 1 ] | [ 42 ] |
| "Love Me Right" †                       | Nermin Harambasic, Courtney Woolsey, Peter Tambakis, Ryan S. Jhun, Jarah Lafayette Gibson, Denzil "DR" Remedios | Oh Yoo-won, Kim Dong-hyun                 | Love Me Right                       | 2015 | [ nota 3 ] | [ 43 ] |
| "Love Me Right ～romantic universe～" † | Nermin Harambasic, Courtney Woolsey, Peter Tambakis, Ryan S. Jhun, Jarah Lafayette Gibson, Denzil "DR" Remedios | Oh Yoo-won, Kim Dong-hyun, Sara Sakurai   | Love Me Right ～romantic universe～ | 2015 | [ nota 4 ] |        |
| "Lucky"                                 | e.one | Kim Eana                                  | Growl                               | 2013 | [ nota 1 ] | [ 44 ] |
| "Lucky One" †                           | LDN Noise, Andrew Choi, Adrian Mckinnon                                                                         | JQ, Seo-lim, Choi, Jin-seon, Jang Yeo-jin | Ex'Act                              | 2016 | [ nota 3 ] | [ 45 ] |

## M
| Canção                   | Compositor(es)                                                       | Letrista(s)        | Álbum                | Ano  | Versões    | Ref    |
| ------------------------ | -------------------------------------------------------------------- | ------------------ | -------------------- | ---- | ---------- | ------ |
| "Machine"                | Albi Albertsson, Timo Kaukolampi                                     | Misfit             | Mama                 | 2012 | [ nota 1 ] | [ 46 ] |
| "Mama" †                 | Yoo Young-jin                                                        | Yoo Young-jin      | Mama                 | 2012 | [ nota 1 ] | [ 47 ] |
| "Miracles in December" † | Andreas Stone Johansson, Ricky Hanley                                | Sarah Yoon         | Miracles in December | 2013 | [ nota 1 ] | [ 48 ] |
| "Monster" †              | Kenzie, LDN Noise, Rodnae "Chikk" Bell                               | Kenzie, Deep Flood | Ex'Act               | 2016 | [ nota 3 ] | [ 49 ] |
| "Moonlight"              | Harvey Mason Jr., Damon Thomas, Brittany Burton, Rodnae "Chikk" Bell | Seo Ji-eum         | Overdose             | 2014 | [ nota 1 ] | [ 50 ] |
| "My Answer"              | Lee Joo-hyung                                                        | Lee Joo-hyung      | Exodus               | 2015 | [ nota 1 ] | [ 51 ] |
| "My Lady"                | Hitchhiker                                                           | Kim Boo-min        | XOXO                 | 2013 | [ nota 1 ] | [ 52 ] |
| "My Turn To Cry"         | Kim Jung-bae, Kenzie                                                 | Kim Young-hu       | Miracles in December | 2013 | [ nota 1 ] | [ 53 ] |

## O
| Canção         | Compositor(es)                                                                                             | Letrista(s)         | Álbum                  | Ano  | Versões    | Ref    |
| -------------- | --- | ------------------- | ---------------------- | ---- | ---------- | ------ |
| "Oasis"        | Andrew Bazzi, Kevin White, Mike Woods, MZMC                                                                | Jo Yoon-kyung       | Don't Mess Up My Tempo | 2018 | [ nota 2 ] | [ 54 ] |
| "Ooh La La La" | Andrew Bazzi, Anthony Pavel, Jamil "Digi" Chammas, Justin Lucas, MZMC                                      | Hwang Yoo-bin       | Don't Mess Up My Tempo | 2018 | [ nota 2 ] | [ 55 ] |
| "On The Snow"  | LDN Noise, Ylva Dimberg, Andrew Choi                                                                       | Ryu Da-som          | Sing for You           | 2015 | [ nota 3 ] | [ 56 ] |
| "One and Only" | Joe "Joe Millionaire" Foster, Carl "Chips" Days, Jr. Otha "Vakseen" Davis III                              | Park Seong-hee      | Ex'Act                 | 2016 | [ nota 3 ] | [ 57 ] |
| "Overdose" †   | Harvey Mason Jr., Damon Thomas, Kenzie, Chaz Jackson, Orlando Williamson, Brit Burton, Rodnae "Chick" Bell | Kenzie, January 8th | Overdose               | 2014 | [ nota 5 ] | [ 58 ] |

Obssesion

## P
| Canção               | Compositor(es)                                  | Letrista(s)                  | Álbum                       | Ano  | Versões    | Ref    |
| -------------------- | ----------------------------------------------- | ---------------------------- | --------------------------- | ---- | ---------- | ------ |
| "Peter Pan"          | Kibwe Luke, Ryan S. Jhun, Denzil "DR" Remedios  | Hong Ji-yu                   | XOXO                        | 2013 | [ nota 1 ] | [ 59 ] |
| "Playboy"            | Kim Jong-hyun, Upprick                          | Kim Jong-hyun                | Exodus                      | 2015 | [ nota 1 ] | [ 60 ] |
| "Power" †            | Greg Bonnick, Hayden Chapman, James Matthew Nor | JQ, Kim Hye-jung             | The War: The Power Of Music | 2017 | [ nota 3 ] | [ 61 ] |
| "Promise (Exo 2014)" | Zhang Yixing, Deez                              | Kim Jong-dae, Park Chan-yeol | Love Me Right               | 2015 | [ nota 3 ] | [ 62 ] |

## R
| Canção     | Compositor(es)                           | Letrista(s)  | Álbum       | Ano  | Versões    | Ref    |
| ---------- | ---------------------------------------- | ------------ | ----------- | ---- | ---------- | ------ |
| "Run"      | MSTR Rogers, Natalia Hajjara, Ana Diaz   | Seo Ji-eum   | Overdose    | 2014 | [ nota 1 ] | [ 63 ] |
| "Run This" | Mark Alvin Thompson, David Anthony Eames | Amon Hayashi | Coming Over | 2016 | [ nota 4 ] |        |

## S
| Canção             | Compositor(es)                                                                                      | Letrista(s)            | Álbum                       | Ano  | Versões    | Ref    |
| ------------------ | --------------------------------------------------------------------------------------------------- | ---------------------- | --------------------------- | ---- | ---------- | ------ |
| "She's Dreaming"   | Jskillz, Erin Kim, Lim Kwang-wook                                                                   | Kim Jong-dae           | Lotto                       | 2016 | [ nota 3 ] | [ 64 ] |
| "Sign"             | Andrew Hey, Britt Burton, Dewain Whitmore, Harvey Mason Jr., Kevin Randolph, Patrick 'J. Que' Smith | JQ, Mola, Park Yu-rim  | Don't Mess Up My Tempo      | 2018 | [ nota 2 ] | [ 65 ] |
| "Sing for You" †   | Matthew Tishler, Felicia Barton, Aaron Benward                                                      | Kenzie                 | Sing for You                | 2015 | [ nota 3 ] | [ 66 ] |
| "Smile On My Face" | Brian Kennedy, Iain James, Samuel Jensen                                                            | JQ, Park Ji-hee        | Don't Mess Up My Tempo      | 2018 | [ nota 2 ] | [ 67 ] |
| "Stronger"         | Andreas Öberg, Gustav Karlstrom, MonoTree                                                           | Jam Factory, MonoTree  | Ex'Act                      | 2016 | [ nota 3 ] | [ 68 ] |
| "Sweet Lies"       | Joe "Joe Millionaire" Foster, Tay Jasper, G.Soul, Otha "Vakseen" Davis III, MZMC                    | Park Chan-yeol, G.Soul | The War: The Power Of Music | 2017 | [ nota 3 ] | [ 69 ] |

## T
| Canção            | Compositor(es) | Letrista(s)                 | Álbum                  | Ano  | Versões    | Ref    |
| ----------------- | --- | --------------------------- | ---------------------- | ---- | ---------- | ------ |
| "Tactix"          | Hanif Sabzevari, Daniel Kim | Kamikaoru                   | Coming Over            | 2016 | [ nota 4 ] |        |
| "Tempo"           | Adrian Mckinnon, Jamil 'Digi' Chammas, Leven Kali, MZMC, Tay Jasper                                                                                   | JQ, Penomeco, Yoo Young-jin | Don't Mess Up My Tempo | 2018 | [ nota 3 ] | [ 70 ] |
| "Tender Love"     | Gaeko, Lim Kwang-wook, Ryan Kim, Mistazo, Dauri, Chase                                                                                                | Gaeko                       | Exodus                 | 2015 | [ nota 3 ] | [ 71 ] |
| "The Eve"         | Mike Woods, Kevin White, Andrew Bazzi, MZMC, Henry Lau                                                                                                | Hwang Yu-bin                | The War                | 2017 | [ nota 3 ] | [ 72 ] |
| "The First Snow"  | Kim Jung-bae, Kenzie | Kenzie                      | Miracles in December   | 2013 | [ nota 1 ] | [ 73 ] |
| "The Star"        | Lim Kwang-wook, Martin Mulholland, Nermin Harambasic                                                                                                  | Soulfull Monster            | Miracles in December   | 2013 | [ nota 1 ] | [ 74 ] |
| "They Never Know" | Paul "MARZ" Thompson, De-Capo Music Group & Rod Bonner, Jamil "Digi" Chammas, Adrian Mckinnon, Tay Jasper, Leven Kali, Otha "Vakseen" Davis III, MZMC | Cho Yun-kyung               | Ex'Act                 | 2016 | [ nota 3 ] | [ 75 ] |
| "Thunder"         | Will Simms, Hiten Bharadia, Raphaella Mazaheri-Asadi                                                                                                  | Jeon Gan-di                 | Overdose               | 2014 | [ nota 1 ] | [ 76 ] |
| "Touch It"        | Carlos Battey, Steven Battey, David Delazyn, Chaz Mishan, Denzil "DR" Remedios, Ryn S. Jhun                                                           | Kim Jong-dae, Cho Yun-kyung | The War                | 2017 | [ nota 3 ] | [ 77 ] |
| "Transformer"     | Kenzie, Jonathan Yip, Jeremy Reeves, Ray Romulus, Ray McCullough                                                                                      | Kenzie                      | Exodus                 | 2015 | [ nota 1 ] | [ 78 ] |
| "Twenty Four"     | Joseph "Joe Millionaire" Foster, Tay Jasper, Leven Kali, Otha "Vakseen" Davis III, MZMC                                                               | Lee Yoo-jin                 | For Life               | 2016 | [ nota 3 ] | [ 79 ] |
| "Two Moons"       | Lim Kwang-wook, Albi Albertsson | Misfit                      | Mama                   | 2012 | [ nota 1 ] | [ 80 ] |

## U
| Canção     | Compositor(es)         | Letrista(s) | Álbum        | Ano  | Versões    | Ref    |
| ---------- | ---------------------- | ----------- | ------------ | ---- | ---------- | ------ |
| "Unfair" † | Deanfluenza, Beat&Keys | Deanfluenza | Sing for You | 2015 | [ nota 3 ] | [ 81 ] |

## W
| Canção                      | Compositor(es)                                                            | Letrista(s)          | Álbum                  | Ano  | Versões    | Ref    |
| --------------------------- | ------------------------------------------------------------------------- | -------------------- | ---------------------- | ---- | ---------- | ------ |
| "Walk on Memories"          | Justin Reinstein, Wassily Gradovsky                                       | Lee Seu-ran          | The War                | 2017 | [ nota 3 ] | [ 82 ] |
| "What I Want for Christmas" | BUM, Chek Parren, J.Lewis, Sidnie Tipton                                  | JQ, Seo-lim          | For Life               | 2016 | [ nota 3 ] | [ 83 ] |
| "What If..."                | The Underdogs, Patrick "J. Que" Smith, Dewain Whitmore, Adonis Shropshire | Seo Ji-eum           | Exodus                 | 2015 | [ nota 1 ] | [ 84 ] |
| "What Is Love" †            | Yoo Young-jin, Teddy Riley, DOM, Richard Garcia                           | Yoo Young-jin        | Mama                   | 2012 | [ nota 1 ] | [ 85 ] |
| "What U do?"                | Kenzie, Ronny Svendsen, Justin Stein                                      | Kenzie               | The War                | 2017 | [ nota 3 ] | [ 86 ] |
| "With You"                  | Chanyeol, Sons of Sonix                                                   | Chanyeol, Kim Min-ji | Don't Mess Up My Tempo | 2018 | [ nota 2 ] | [ 87 ] |
| "White Noise"               | LDN Noise, Adrian Mckinnon, Rodnae "Chick" Bell                           | Seo Ji-eum           | Ex'Act                 | 2016 | [ nota 3 ] | [ 88 ] |
| "Winter Heat"               | Andres Öberg, Maria Marcus, Andrew Choi                                   | Jam Factory          | For Life               | 2016 | [ nota 3 ] | [ 89 ] |
| "Wolf" †                    | Kenzie, Will Simms, Nermin Harambasic                                     | Kenzie               | XOXO                   | 2013 | [ nota 5 ] | [ 90 ] |

## X
| Canção | Compositor(es)                         | Letrista(s) | Álbum | Ano  | Versões    | Ref    |
| ------ | -------------------------------------- | ----------- | ----- | ---- | ---------- | ------ |
| "XOXO" | Steven Lee, Goldfingerz, Jimmy Richard | Misfit      | Growl | 2013 | [ nota 1 ] | [ 91 ] |